# HMS London (1670)
La HMS London era un vascello di prima classe da 96 cannoni. Fu la quarta di una serie di tredici navi, varate dalla Royal Navy, ad essere denominata HMS London.

## Storia
Costruita da Christopher Pett al Deptford Dockyard fino alla sua morte e, completata da Jonas Shish, fu varata nel 1670. Nel 1673 prese parte alla Battaglia di Texel.
Nel 1695 la HMS London era comandata dal capitano Stafford Fairborne che divenne il primo Commander-in-Chief, della Nore Station, con il titolo di Commander in Chief of his Majesty's shipps in the River of Thames and the Medway.
La HMS London fu ricostruita a Chatham Dockyard nel 1706 sempre come vascello di prima classe e armata con 100 cannoni. Nel 1721 l'HMS London fu leggermente ingrandita, portandola a una stazza di 1711 bm. Fu demolita nel 1747.
La HMS London fu insignita della Battle Honour Texel nel 1673.